# James Burrow
Pour les articles homonymes, voir Burrow.
James Burrow (28 novembre 1701 - 5 novembre 1782 au château de Starborough, à Lingfield, dans le Surrey), est journaliste juridique à Inner Temple, à Londres, et est vice-président et deux fois brièvement Président de la Royal Society. Il est fait chevalier en 1773.

## Biographie
Le 7 avril 1737, il est élu membre de la Royal Society en tant que «gentleman doué en connaissances naturelles et mathématiques». Il siège au conseil de la Royal Society de 1752 à 1782, d'abord à titre de vice-président à partir de 1752, puis à titre de membre du conseil. Il sert deux fois brièvement comme président de la Royal Society, d'octobre à novembre 1768, à la suite du décès du comte de Morton, et de juillet à novembre 1772, à la suite du décès de James West (antiquaire).
En tant que vice-président, il participe aux activités de la société visant à organiser l'observation du Transit de Vénus en 1761, en signant l'accord entre la Royal Society et MM. Charles Mason et Jeremiah Dixon pour leur expédition à Bencoolen, dans l'île de Sumatra.
En tant que journaliste juridique, il écrit et publie des rapports sur les décisions rendues dans des affaires importantes du système juridique anglais. À l'époque, le roi nomme officiellement quatre reporters «pour s'engager à écrire et pour rapporter les paroles prononcées, ainsi que les jugements et les motifs qui en découlèrent» devant les tribunaux de Westminster.  Son travail est toujours cité dans les cours de droit.

## Publications
- James Burrow, 1732, Les décisions du banc du roi sur les cas de transaction à la suite de la mort de Lord Raymond . Londres.
- James Burrow. 1757. Réflexions sérieuses sur la situation actuelle des affaires intérieures et étrangères ... ainsi que quelques remarques critiques sur les loteries, etc. Londres.
- James Burrow. 1763. Quelques anecdotes et observations concernant Oliver Cromwell et sa famille; servant à rectifier plusieurs erreurs le concernant, publiées par NC Padopoli dans son Historia Gymnasii Patavini. Londres.
- Sir James Burrow. 1771. De usu et ratione interpungendi: essai sur l'utilisation du pointage et la facilité de le pratiquer . J. Worrall & B. Tovey: Londres.
- Sir James Burrow. 1772. Rapports de cas débattus et jugés par la Cour du banc du roi: Pendant la période où Lord Mansfield a présidé cette cour; de Michaelmas Term, 30 Geo. II. 1756, to Easter Term, 12 Geo. III. Londres.